# Halysites

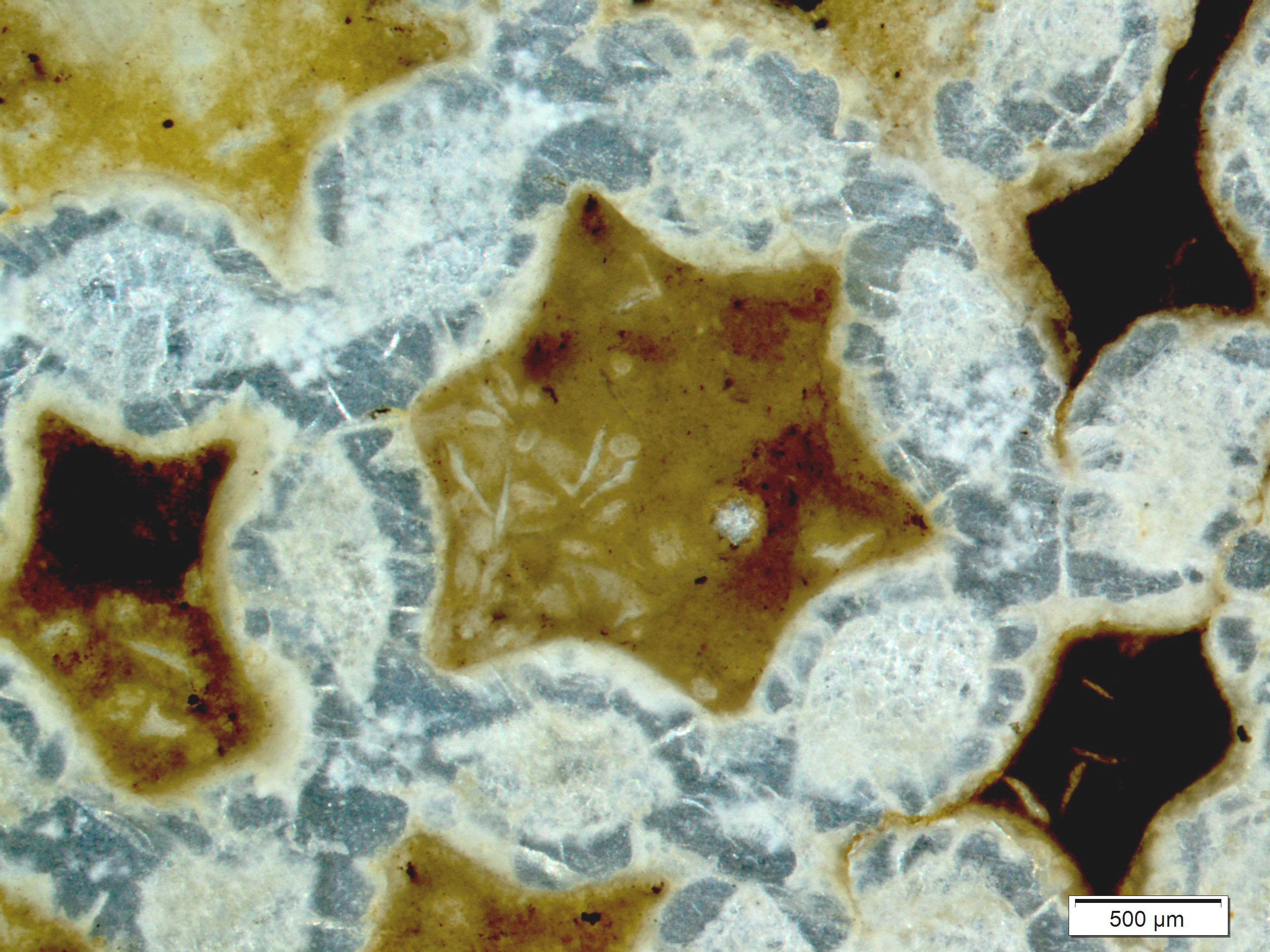
Vista em corte fino de coral Halysites

Halysites (que significa coral-corrente) é um gênero extinto de coral tabulado [en]. As colônias variam de menos de um a dezenas de centímetros de diâmetro, e eles se alimentavam de plâncton.
Esses corais tabulados viveram do Ordoviciano ao Devoniano (de 449,5 a 412,3 Milhões de anos atrás). Fósseis de espécies de Halysites foram encontrados nos sedimentos da América do Norte, Europa, Ásia e Austrália.

## Espécies
As espécies no gênero Halysites incluem:
- Halysites catenularia Linnaeus, 1767
- Halysites encrustans Buehler
- Halysites grandis Sharkova, 1981
- Halysites infundibuliformis Buehler
- Halysites junior Klaamann, 1961
- Halysites louisvillensis Stumm
- Halysites meandrina Troost
- Halysites magnitubus Buehler
- Halysites priscus Klaamann, 1966
- Halysites regularis Fischer-Benzon, 1871
- Halysites senior Klaamann, 1961